# 소화계

소화기관의 모양과 이름

소화계(消化系, 독일어: Verdauungstrakt, 영어: human gastrointestinal tract, 스페인어: aparato digestivo)는 소화 작용을 담당하는 기관계이다.
소화라는 것은 체내에 받아들인 외부의 물질을 분해·흡수하여 생체내에서 이용하는 작용을 말한다. 흡수된 소재는 그 생물에게 고유한 물질로 합성되거나 더욱 분해를 진행시켜 에너지가 배출되도록 하는데, 이 과정을 대사(물질 교대)라고 한다. 그러기 위해서 소화계는 대사에 필요한 물질을 생체내에 받아들이는 작용을 하는 장기(臟器)라고 할 수 있다.
소화계는 음식물을 소화시킴으로써 에너지와 영양분을 이끌어내며 쓸모없는 부분을 내보내는 역할을 한다. 위장관의 주된 기능은 음식물 섭취(ingestion), 소화, 배변이다. 또, 이 위장관은 동물에 따라 실질적으로 다르다. 가장 단순한 소화 기관의 형태는 하나의 구멍을 가진 하나의 방이다. 그러나 대부분의 짐승들은 입이라는 입구와 항문이라는 출구를 갖춘 관을 이루면서 몇 가지 특별한 구역을 포함하는 소화기관을 갖추고 있다.

## 요소
음식의 소화에는 여러 기관과 기타 구성 요소가 관련되어 있다. 소화 보조 기관으로 알려진 기관은 간, 담낭 및 췌장이다. 다른 구성 요소로는 입, 침샘, 혀, 치아 및 후두개가 있다.
소화 시스템의 가장 큰 구조는 위장관(GI관)이다. 이것은 입에서 시작하여 항문에서 끝나며 약 9미터의 거리를 차지한다.
주요 소화 기관은 위이다. 점막 내에는 수백만 개의 위샘이 내장되어 있다. 그들의 분비물은 기관의 기능에 필수적이다.
음식 소화의 대부분은 위장관의 가장 긴 부분인 소장에서 일어난다.
위장관의 가장 큰 부분은 결장 또는 대장이다. 여기에서 물이 흡수되고 남은 노폐물은 배변 전에 저장된다.
위장관에는 특수화된 세포가 많이 있다. 여기에는 위선의 다양한 세포, 미각 세포, 췌장관 세포, 장세포 및 미세주름 세포가 포함된다.
대장을 포함한 소화 시스템의 일부 부분은 배설 시스템의 일부이기도 하다.

### 인체의 소화기관
성인 남성 기준으로 위장관은 거의 6.5 미터 (20피트) 정도의 길이를 가진다.
소화관은 입에서 시작하여 항문으로 끝나는 하나의 관이며, 인체를 관통하는 터널이다. 이 터널에는 막다른 옆길(맹장)이 한 곳이 있는 것 외에는 완전히 하나의 길이다. 그 속을 통과하는 물질은 일방 통행으로, 이상 사태를 제외하면 역류하는 일은 없다. 소화관 각 부분의 벽은 그 기능에 대응하여 다른 구조를 하고 있으며, 소화에 필요한 분비물을 만드는 장기가 부속되어 있다. 인체 내의 소화기관은 다음과 같다.
- 입
- 식도
- 위
- 십이지장
- 간
- 쓸개
- 췌장
- 소장
- 대장
- 항문

## 혈액 공급
소화 시스템은 복강 동맥에 의해 공급된다. 복강 동맥은 복부 대동맥의 첫 번째 주요 분지이며 소화 기관에 영양을 공급하는 유일한 주요 동맥이다.
세 가지 주요 부분이 있습니다 – 좌(왼쪽)위동맥, 총간동맥, 비장동맥.
복강동맥은 간, 위, 비장, 십이지장의 상부 1/3(오디 괄약근까지)과 췌장에 산소가 공급된 혈액을 공급한다. 대부분의 혈액은 간정맥을 통해 전신 순환으로 돌아가기 전에 추가 처리 및 해독을 위해 문맥 정맥 시스템을 통해 간으로 되돌아간다.
복부 대동맥의 다음 분지는 상장간막 동맥으로, 이는 십이지장의 원위 2/3, 공장, 회장, 맹장, 맹장, 상행 결장 및 대장을 포함하는 중장에서 유래한 소화관 영역에 혈액을 공급한다. 횡행결장의 근위 2/3이다.
소화기계에 중요한 마지막 가지는 하장간막동맥으로, 후장에서 유래한 소화관 영역에 혈액을 공급하며, 횡행결장의 원위 1/3, 하행결장, 구불결장, 직장 및 항문은 흉곽선 위이다.
소화관으로의 혈액 흐름은 식사 후 20~40분에 최대에 도달하고 1.5~2시간 동안 지속된다.

## 신경 공급
장신경계는 식도에서 항문까지 이어지는 위장관의 내벽인 복막에 내장되어 있는 약 1억 개의 뉴런으로 구성된다. 이러한 뉴런은 두 개의 신경총, 즉 세로근층과 평활근층 사이에 있는 근층 신경총(또는 아우어바흐 신경총)과 원형 평활근층과 점막 사이에 있는 점막하 신경총(또는 마이스너 신경총)으로 모인다.
상행 결장에 대한 부교감 신경 분포는 미주 신경에 의해 공급된다. 교감 신경 분포는 복강 신경절을 연결하는 내장 신경에 의해 공급된다. 대부분의 소화관은 두 개의 큰 복강 신경절에 의해 지배되며, 각 신경절의 상부는 대 내장 신경으로 연결되고 하부 부분은 소 내장 신경으로 연결된다. 많은 위 신경총이 발생하는 것은 바로 이 신경절에서 비롯된다.

## 역사
11세기 초 이슬람 의학 철학자 아비센나는 의학을 포함한 많은 주제에 관해 광범위한 글을 썼다. 의학에 관한 이러한 논문 중 40개가 남아 있으며, 의학 정경이라는 제목의 가장 유명한 논문에서 그는 "가스 상승"에 대해 논의한다. 아비센나(Avicenna)는 소화계 기능 장애가 위장관 내 가스 과잉 생산의 원인이라고 믿었다. 그는 생활 방식의 변화와 치료를 위한 약초 복합제를 제안했다.
1497년에 알레산드로 베네데티(Alessandro Benedetti)는 위를 횡경막으로 분리된 부정한 기관으로 여겼다. 위와 내장을 기본 기관으로 보는 이러한 견해는 일반적으로 17세기 중반까지 유지되었다.
16세기 르네상스 시대에 레오나르도 다빈치는 위와 내장에 대한 초기 그림을 그렸다. 그는 소화 시스템이 호흡기 시스템을 돕는다고 생각했다. 안드레아스 베살리우스(Andreas Vesalius)는 16세기에 복부 기관에 대한 초기 해부학적 그림을 제공했다.
17세기 중반 플랑드르 의사 얀 밥티스트 반 헬몬트(Jan Baptist van Helmont)는 나중에 개념화된 효소에 매우 가까운 것으로 나중에 설명되는 소화에 대한 최초의 화학적 설명을 제시했다.
1653년에 윌리엄 하비(William Harvey)는 장의 길이, 혈액 공급, 장간막 및 지방(아데닐릴 사이클라제)에 관해 설명했다.
1823년 윌리엄 프라우트(William Prout)는 위액에서 염산을 발견했다. 1895년 이반 파블로프(Ivan Pavlov)는 이 분비가 중요한 역할을 하는 미주 신경의 신경 반사에 의해 자극된다고 설명했다. 19세기에 블랙(Black)은 이 분비물과 히스타민의 연관성을 제안했다. 1916년 포피엘스키(Popielski)는 히스타민을 염산의 위 분비촉진제로 기술했다.
윌리엄 보몬트(William Beaumont)는 1825년에 위장에서 일어나는 소화를 관찰할 수 있었던 군의관이었다. 이것은 완전히 치유되지 않고 위장에 구멍을 낸 위장 상처를 입은 남성에 대한 실험을 통해 가능해졌다. 다른 발견 중에는 위장의 휘젓는 움직임이 설명되어 있다.
19세기에는 소화 과정에 화학적 과정이 관여한다는 것이 받아들여졌다. 분비 및 위장관에 대한 생리학적 연구는 클로드 베르나르, 루돌프 하이덴하인 및 이반 파블로프가 수행한 실험을 통해 추구되었다.
20세기의 나머지 기간은 효소에 대한 연구가 지배했다. 처음으로 발견된 것은 1902년 어니스트 스탈링(Ernest Starling)에 의해 세크레틴이었고, 이어서 1905년 존 에드킨스(John Edkins)가 처음으로 가스트린을 제안했으며 그 구조는 1964년에 결정되었다. 앙드레 라타르제트(Andre Latarjet)와 레스터 드라그스테트(Lester Dragstedt)는 소화계에서 아세틸콜린의 역할을 발견했다. 1972년 J. 블랙은 히스타민의 작용을 차단하고 염산 생성을 감소시키는 H2 수용체 작용제를 기술했다. 1980년에 삭스(Sachs)는 양성자 펌프 억제제를 기술했다. 1983년 베리 마셜(Barry Marshall)과 로빈 워렌(Robin Warren)은 궤양 형성에서 헬리코박터 파이로리의 역할을 설명했다.
미술사학자들은 고대 지중해 사회의 도상학적 기록에 등장하는 연회 참가자들이 거의 항상 왼쪽으로 누워 있는 것처럼 보인다는 사실을 자주 지적했다. 한 가지 가능한 설명은 위장의 구조와 소화 메커니즘에 있을 수 있다. 왼쪽으로 누우면 위의 굴곡이 강화되므로 음식이 팽창할 수 있는 공간이 생긴다.

## 같이 보기
- 장누수증후군(en:Leaky gut syndrome, 새는장증후군)